# Beenbreek
Beenbreek (Narthecium ossifragum) is een lelieachtige plant uit de beenbreekfamilie. Het is een zeldzame soort van venige heidevelden, met name aan de rand van beekdalen en ook wel op blauwgraslanden. De soort staat op de rode lijst in Vlaanderen en Nederland als sinds de massale ontginning van woeste gronden zeer sterk afgenomen. In Nederland is de plant vanaf 1 januari 2017 niet meer wettelijk beschermd.
De 10 - 30 cm grote overblijvende plant met kruipende wortelstok heeft heldergele bloemen die in een tros staan. De bladeren zijn smal zwaardvormig. Het doorgaans massale optreden maakt haar in de bloeitijd (juni-augustus) onmiskenbaar. Ook in het najaar geldt dat vanwege de opvallende oranjerode doosvruchten.
Lange tijd dacht men dat beenbreek botbreuken bij met name schapen veroorzaakte. Een mogelijke verklaring daarvoor is dat de plant uitsluitend groeit op zure bodems waar niet of nauwelijks kalk in zit, terwijl kalk nodig is voor een stevig skelet. Ook groeit beenbreek op vochtige bodems waarin vee gemakkelijk wegzakt.

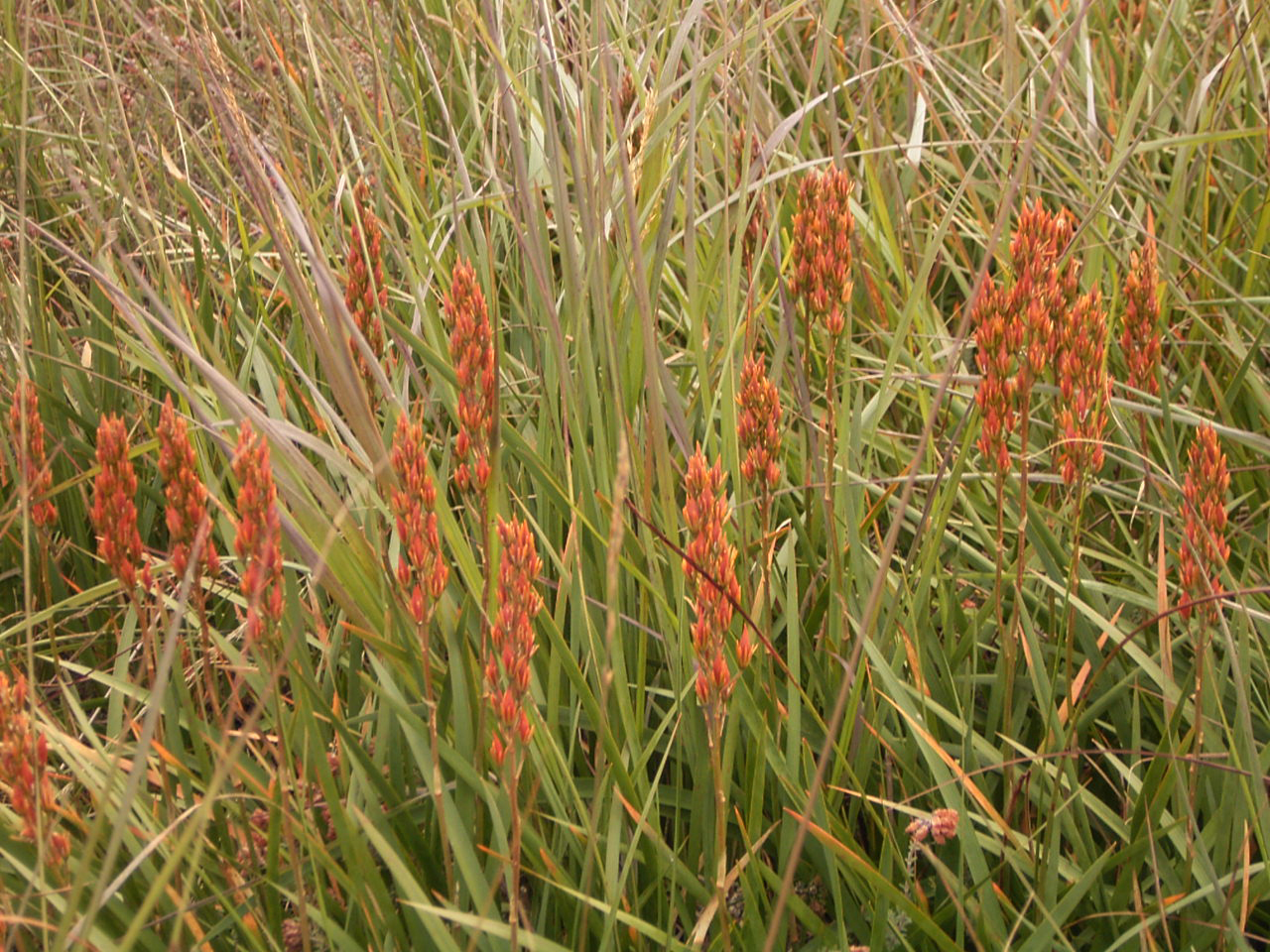
Vruchten
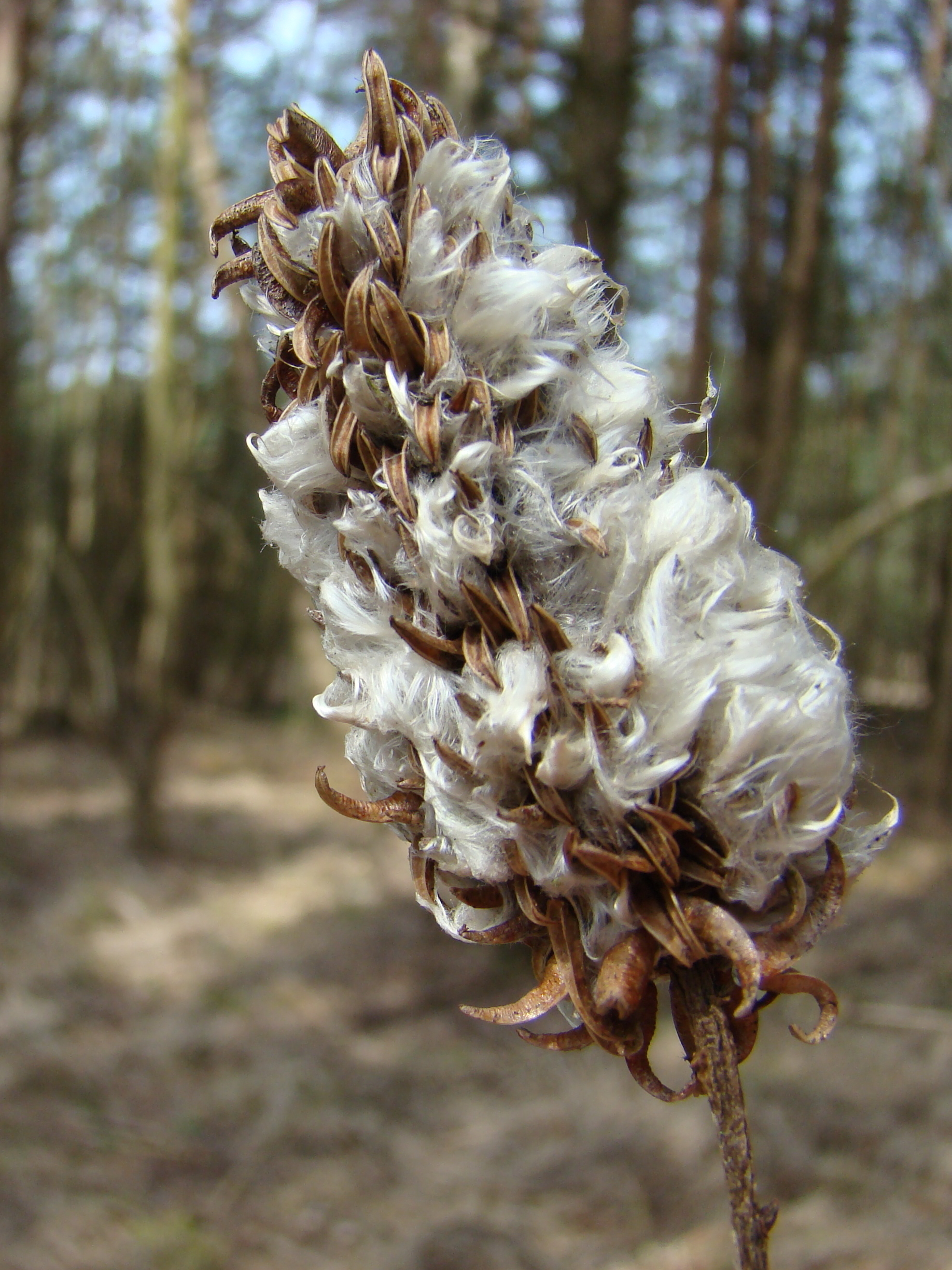
Geopende doosvruchten
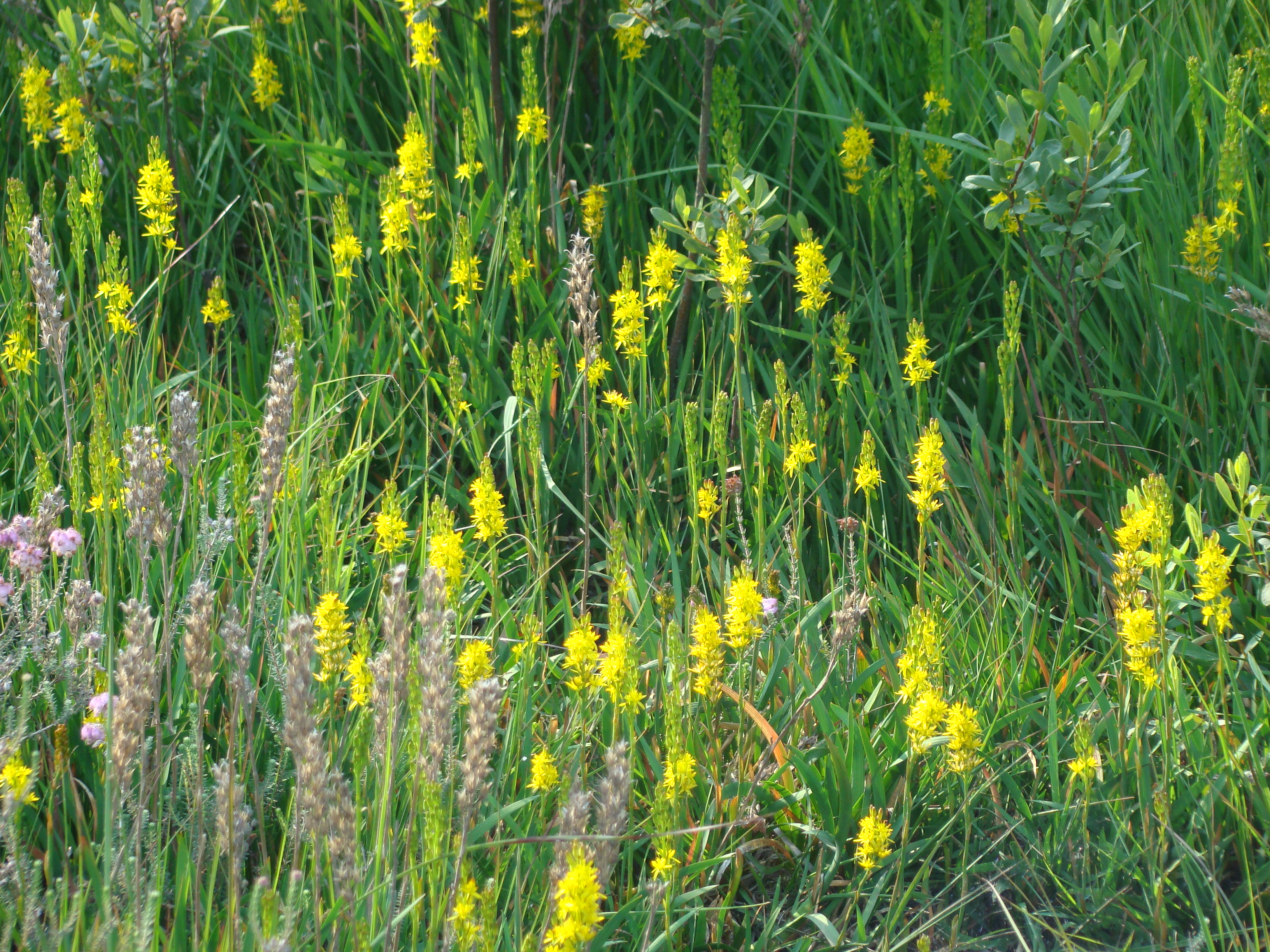
Bloei